# Udea institalis
Udea institalis là một loài bướm đêm trong họ Crambidae.